# Łódź
Łódź (['wuʨ], [▶], jidiš: לאדזש, hrvatski: Lođ) je grad u središnjoj Poljskoj. Sa 728.892 stanovnika treći je grad po veličini u Poljskoj i sjedište je Łódźskog vojvodstva. Nalazi se u središnjoj Poljskoj oko 135 km jugozapadno od Varšave. Ime grada na poljskom znači "brod" (usporedi hrvatski: "lađa").

## Povijest
Łódź se prvi put spominje 1332. godine u dokumentu kojima se selo Łodzia daruje biskupima Włocławeka. Godine 1423. kralj Vladislav II. Jagelović dodjeljuje gradska prava selu Łódźu. Od tada pa sve do 18. stoljeća grad je ostao malo mjesto na trgovačkom putu između Mazovije i Šleske. U 16. stoljeću grad je imao manje od 800 stanovnika, uglavnom radnika na obližnjim farmama žitarica.
S drugom podjelom Poljske 1793., Łódź je postalo dio Kraljevine Pruske u pokrajini Južna Pruska, a bio je poznat na njemačkom nazivu Lodsch. Od 1806. dio je Varšavskog vojvodstva i 1810. je imao 190 stanovnika. Bečkim kongresom 1815. postalo je dio Kongresne Poljske države koja je od 1814. do 1915. godine bila u personalnoj uniji s Rusijom.
Sporazumom iz 1815. bilo je planirano da se obnovi ruševni grad, dekretom cara iz 1816. brojni njemački doseljenici su dobili zemlju da ju očiste i izgrade tvornice i kuće. Godine 1820. Stanisław Staszic pomagao je u promjenama gradića da postane suvremeni industrijski centar. Imigranti su došli iz cijele Europe, uglavnom iz južne Njemačke, Šleske i Češke, ali i daljih zemalja kao što su Portugal, Engleska, Francuska i Irska. Prvi mlin za proizvodnju tkanina od pamuka otvoren je 1825., a 14 godina kasnije prva tvornica na parni pogon u Poljskoj i Rusiji počela je s radom. Godine 1839., 78% stanovništva su bili Nijemci, otvorene su njemačke škole i crkve.
Stalan dotok radnika, poduzetnika i obrtnika iz cijele Europe pretvorio je Łódź u glavni centar proizvodnje tekstila Ruskog Carstva. Tri naroda dominiraju gradskim stanovništvom Poljaci, Nijemci i Židovi te su oni najviše pridonijeli razvoju grada. Mnogi obrtnici su bili tkalci iz Šleske.
Godine 1850. Rusija je ukinula carinske barijere između Kongresne Poljske i Rusije, industrija u Łódźu se sada mogla slobodno razvijati na ogromnom ruskom tržištu. Ubrzo je grad postao drugi najveći grad u Kongresnoj Poljskoj.  Prva željeznička pruga otvorena je 1865.  (u Koluszki, grana linije Varšava-Beč), a uskoro je grad imao željezničke veze s Varšavom i Białystokom.
U razdoblju od 1823. do 1873. godine gradsko stanovništvo se udvostručivalo svakih deset godina. Razdoblje od 1870. do 1890. obilježeno je najintenzivnijim industrijskim razvojem u povijesti grada. Mnogi od industrijalaca bili su Židovi. Łódź je ubrzo postao glavni centar socijalističkog pokreta. Godine 1892. veliki štrajk paralizirao je većinu tvornica. Prema ruskom popisu stanovništva iz 1897., od ukupnog stanovništva 315.000, Židovi je bilo 99.000 (oko 31% posto). Tijekom revolucije 1905. carska policija je ubila stotine radnika. Do 1913. godine, Poljaci čine gotovo polovicu stanovništva (49,7%), Nijemci su pali na 14,8%, a Židovi čine 34%, od nekih 506.000 stanovnika
| godina | stanovnika |
| ------ | ---------- |
| 1793.  | 190        |
| 1806.  | 767        |
| 1830.  | 4.300      |
| 1850.  | 15.800     |
| 1880   | 77.600     |
| 1905.  | 343.900    |
| 1925.  | 538.600    |
| 1990.  | 850.000    |
| 2003.  | 781.900    |
| 2007.  | 753.192    |
| 2009.  | 742.387    |

Grad se stalno razvija do 1914. godine. Do te godine je postao jedan od najgušće naseljenih industrijskih gradova u svijetu s 13.280 stanovnika po kvadratnom kilometru. Glavna bitka u Prvom svjetskom ratu u blizini grada vodila se krajem 1914. godine, nakon koje je grad došao pod njemačku okupaciju. S obnovom poljske neovisnosti u studenom 1918. lokalno stanovništvo oslobodio je grad i razoružalo njemačke trupe.

## Obnovljena Poljska: Nakon Prvog svjetskog rata
Godine 1922. Łódź je postao glavni grad Lodzkog vojvodstva ali je razdoblje brzog rasta prestalo. Velika depresija 1930-ih i Carinski rat s Njemačkom zatvorili su zapadno tržište za poljski tekstil. Ruska revolucija (1917.) i građanski rat u Rusiji (1918. – 1922.) prekinuli su trgovinu s istokom. Grad je postao poprište niza velikih radničkih prosvjeda i nemira u razdoblu između dva svjetska rata.
U rujnu 1925. otvorena je nova zračna luka na periferiji gradu u Lublineku. U međuratnom razdoblju Łódź je i dalje raznolik i multikulturalni grad. Prema poljskom popisu stanovništva iz 1931. godine grad ima oko 604.000 stanovnika, od toga 375.000 (59%) Poljaka, 192.000 (32%) Židova i 54.000 (9%) Nijemaca (određeno prema materinjem jeziku). Do 1939. godine, židovska manjina je narasla na više od 200.000.

## Okupacija nacističke Njemačke
Tijekom invazije na Poljsku Łódź su od početnih njemačkih napada branile snage pod vodstvom generala Juliusza Rommela. Wehrmacht je ipak okupirao grad 8. rujna. Unatoč planovima za grad da postane poljska enklava, on se pripaja Reichu u studenom 1939. Grad je dobio novo ime "Litzmannstadt" po Karlu Litzmannu njemačkom generalu iz Prvog svjetskog rata.
Nacističke vlasti ubrzo su uspostavile geto te ga naselili s više od 200.000 Židova s područja Łódźa. Kako su Židovi deportirani iz Litzmannstadta na istrebljenje, tako su drugi dolazili u njega. Nekoliko koncentracijskih logora i logora smrti za Židove, Rome i poljsku djecu osnovano je u blizini grada. Zbog vrijednosti robe koju su stanovnici geta proizvodili za njemačke vojne i civilne potrebe to je bio posljednji veliki geto koji je zatvoren u kolovozu 1944. godine.
Tisuće novih etničkih Nijemaca Volksdeutschera doseljeno je u Łódź iz cijele Europe, od kojih su mnogi repatrirani iz Rusije za vrijeme Hitlerovog savez sa Sovjetskim Savezom prije operacije "Barbarossa". U siječnju 1945., većina njemačkog stanovništva pobjegla je iz grada zbog straha od Crvene armije. Grad je također pretrpio ogromne gubitke zbog njemačke politike oduzimanja imovine tvornica, te odvoženje strojeva u Njemačku. Unatoč relativno malim gubicima zbog borbi i bombardiranja iz zraka, Łódź je lišen većine infrastrukture.
Prije Drugog svjetskog rata židovska zajednica imala je oko 233.000 članova i činila jednu trećinu gradskog stanovništva. Zajednica je izbrisana u holokaustu. Do kraja rata, grad i okolica su izgubili oko 420.000 svojih prijeratnih stanovnika, uključujući i oko 300.000 poljskih Židova i 120.000 ostalih Poljaka.
Sovjetska Crvena armija ušla je u grad 18. siječnja 1945. Prema maršalu Katukovu, čije snage su sudjelovali u operaciji, Nijemci su se povukli tako naglo da nisu imali vremena za evakuaciju i uništavanje tvornica, kao što su napravili u drugim gradovima.
Łódź je kasnije postao dio Narodne Republike Poljske.

## Nakon Drugog svjetskog rata: Narodna Republika Poljska
Na kraju Drugog svjetskog rata, Łódź je imao manje od 300.000 stanovnika. No broj stanovnika počeo je rasti kao posljedica doseljavanja izbjeglica iz Varšave i teritorija pripojenih Sovjetskom Savezu. Do 1948. grad je služio kao de facto glavni grad Poljske, jer je Varšava bila uništena u ratu. Prema poljskom komunističkom režimu mnoge obitelji industrijalaca izgubile su svoje bogatstvo kad su vlasti nacionalizirale privatne tvrtke. Još jednom je grad postao glavno središte industrije. Sredinom 1981. u Łódźu su održane velike demostracije zbog gladi u kojima je sudjelovalo 50.000 majki i njihove djece. Nakon razdoblja ekonomske tranzicije tijekom 1990-ih, većina poduzeća opet je privatizirana.

## Gospodarstvo
Prije 1990. godine gospodarstvo Łódźa je bilo usmjereno na tekstilnu industriju, koja se razvila u devetnaestom stoljeću. Zbog rasta u ovoj industriji, grad se ponekad naziva "Poljski Manchester". Kao rezultat toga razvoja, stanovništvo je poraslo s 13.000 u 1840. na više od 500.000 u 1913. godini. U vrijeme neposredno prije Prvog svjetskog rata Łódź je postao jedan od najgušće naseljenih industrijskih gradova na svijetu, s 13.280 stanovnika po km2. Tekstilna industrija dramatično je opala u 1990. i 1991. godini, ali mala poduzeća i dalje značajno izvoze tekstil, uglavnom u Rusiju i ostale zemlje bivšeg Sovjetskog Saveza.
Grad ima velike koristi zbog svojeg zemljopisnog položaja u središnjoj Poljskoj. Brojne tvrtke su izgradile logističke centre u blizini. Autocesta A1 proteže se od sjevera prema jugu Poljske, a A2 ide od istoka prema zapadu, autoceste se sijeku sjeveroistočno od grada. Renovira se i željeznička pruga prema Varšavi te bi u budućnosti vožnja između ova dva grada trebala trajati samo 75 minuta.
U siječnju 2009. Dell je najavio da će preseliti svoju proizvodnju iz Irske u Łódź, zbog manjih troškova rada. Do siječnja 2009. zbog prijateljske politike prema stranim investitorima u gradu ih je bilo 980. Strana ulaganja bila su jedan od faktora koji su smanjili stopu nezaposlenosti na 6,5 % u prosincu 2008. godine, s 20 % prije četiri godine.

## Poznate osobe
- Marcin Gortat, košarkaš
- Jerzy Kosinski, pisac
- Roman Polanski, redatelj
- Władysław Reymont, pisac, dobitnik Nobelove nagrade za književnost
- Joseph Rotblat, fizičar, dobitnik Nobelove nagrade za mir
- Artur Rubinstein, pianist
- Jack Tramiel, informatičar

## Sport
- Widzew Łódź, nogometni klub
- ŁKS Łódź, nogometni klub

## Vanjske poveznice
- Službena stranica

### Ostali projekti
|  | Zajednički poslužitelj ima stranicu o temi Łódź |